# Vasil Gigiadze
Vasil Gigiadze est un footballeur géorgien, né le 3 juin 1977 à Koutaïssi. Il évolue au poste d'attaquant.

## Palmarès
- Tavria Simferopol
  - Vainqueur de la Coupe d'Ukraine en 2010.